# Теполини (Гросето)
Теполини је насеље у Италији у округу Гросето, региону Тоскана.
Према процени из 2011. у насељу је живело 24 становника. Насеље се налази на надморској висини од 561 м.